# Branddirektor Westphal
Die Branddirektor Westphal ist ein Feuerlöschboot der Hamburg Port Authority (HPA). Das Schiff wird von der Flotte Hamburg, einem Tochterunternehmen der HPA, betrieben. Es ist das bis dato größte im Hamburger Hafen eingesetzte Feuerlöschboot. Namensgeber des Schiffes ist Johannes Westphal, dem im August 1945 die Leitung der Hamburger Berufsfeuerwehr von der britischen Militärregierung übertragen worden war. Das Feuerlöschboot steht der Feuerwehr Hamburg zur Verfügung, die auch die Besatzung stellt. Das Schiff wird ständig einsatzbereit gehalten. Es kann auch für Inspektionsfahrten und andere Aufgaben genutzt werden.

## Geschichte
Das im Oktober 2016 bestellte Schiff des Typs „Löschboot LB 40“ wurde unter der Baunummer 7030 auf der Fassmer-Werft in Berne/Motzen gebaut. Die Kiellegung fand am 26. April 2017, der Stapelhub am 24. Mai 2018 statt. Das Schiff wurde am 26. November 2018 in Hamburg getauft. Taufpatin war Eva Maria Tschentscher, die Frau von Peter Tschentscher, Erster Bürgermeister der Freien und Hansestadt Hamburg. Die Baukosten des Schiffes beliefen sich auf rund 16 Mio. Euro.

## Technische Daten und Ausstattung
Das Schiff wird von zwei Caterpillar-Dieselmotoren des Typs C18 mit jeweils 500 kW Leistung bei 1800/min angetrieben. Die Motoren wirken auf zwei Schottel-Ruderpropeller. Das Schiff erreicht eine Geschwindigkeit von rund 12 kn. Es ist außerdem mit zwei elektrisch angetriebenen Bugstrahlrudern mit 330 kW Leistung ausgestattet. Für die Stromversorgung an Bord stehen drei Dieselgeneratoren zur Verfügung. Die beiden Caterpillar-C18-Bordaggregate leisten 460 ekW/50 Hz. Das Caterpillar-C4.4-Acert-Hafenaggregat mit 99 ekW/50 Hz ist mit einer Schalldämmhaube ausgerüstet.
Alle Motoren sind mit einer Abgasnachbehandlungsanlage mit Rußpartikelfilter und Katalysator zur selektiven katalytischen Reduktion ausgerüstet. Die Motoren werden mit synthetischen GtL-Kraftstoffen betrieben.
Das Schiff ist mit drei Löschmonitoren, die jeweils bis zu 180 Meter weit und 110 Meter hoch werfen können, sowie drei kombinierten Wasser- und Schaumstrahlrohren ausgerüstet. Die drei Monitore können zusammen 120.000 Liter Wasser pro Minute ausstoßen. Für den Feuerlöschbetrieb stehen drei Caterpillar-Dieselmotoren des Typs C32 Acert mit jeweils 1134 kW Leistung bei 1800/min zur Verfügung. Die Löschpumpen können insgesamt bis zu 120.000 Liter Löschwasser pro Minute pumpen. Das Schiff ist für die Brandbekämpfung, Personenrettung und technische Hilfeleistung ausgerüstet. An Bord steht für Rettungseinsätze ein Sanitätsraum nach Vorbild eines Rettungswagens zur Verfügung. Im Achterschiffsbereich befindet sich auf der Steuerbordseite ein Arbeitskran.